# Kaperasjärvi
Kaperasjärvi är en sjö i Kiruna kommun i Lappland och ingår i Torneälvens huvudavrinningsområde. Sjön har en area på 0,688 kvadratkilometer och ligger 380 meter över havet. Kaperasjärvi ligger i Torne och Kalix älvsystem Natura 2000-område.

## Delavrinningsområde
Kaperasjärvi ingår i det delavrinningsområde (753824-169321) som SMHI kallar för Utloppet av Kaperasjärvi. Medelhöjden är 407 meter över havet och ytan är 6,42 kvadratkilometer. Det finns inga avrinningsområden uppströms utan avrinningsområdet är högsta punkten. Vattendraget som avvattnar avrinningsområdet har biflödesordning 3, vilket innebär att vattnet flödar genom totalt 3 vattendrag innan det når havet efter 386 kilometer. Avrinningsområdet består mestadels av skog (73 procent) och sankmarker (16 procent). Avrinningsområdet har 0,69 kvadratkilometer vattenytor vilket ger det en sjöprocent på 10,7 procent.